# Bathytoma prodicia
Bathytoma prodicia é uma espécie de gastrópode da família Borsoniidae.